# Ty37
Ty37 (Towarowe (пол. Товарный), осевая характеристика — y (1-5-0), появился в 1937 году) — польский магистральный тяжёлый грузовой паровоз типа 1-5-0. Был создан на базе паровоза Ty23 и предназначался для его замены на грузонапряжённых направлениях. От прототипа, новый паровоз отличался прежде всего более мощным паровым котлом первый паровоз был выпущен заводом Цегельского в 1937 году, однако уже в 1939, в связи с военной обстановкой, их производство было прекращено. Всего же с 1937 по 1939 гг. было построено 27 паровозов, 15 из которых попали на территорию Германии, где им присвоили серию 58.29. Помимо этого, до 1941 года немцами было собрано ещё 10 паровозов серии. также около 8 паровозов (причём 5 — в 1940 году) попали и на территорию Советского Союза, где им присвоили серию Ту37 (латиницу заменили на кириллицу). В самой же Польше после войны оставалось 17 паровозов, которые проработали до 1970-х. В 1978 году был списан последний из оставшихся паровозов — Ty37-17, который был сохранён и передан в железнодорожный музей в Хабовке.